# Резегоне
Резегоне (итал.  Resegone) — гора в Ломбардских Предальпах в итальянской области Ломбардия.

## Описание
Гора в Ломбардских Предальпах (также называемая Серада), на восточном рукаве озера Комо. Это доломитовый массив с характерным зубчатым гребнем, которому он и обязан своим названием.